# Église Sainte-Eugénie de Tresmals
Pour les articles homonymes, voir Sainte Eugénie et Église Sainte-Eugénie.
L'église Sainte-Eugénie de Tresmals (en catalan : Santa Eugènia de Tresmals) est une église romane située à cheval sur les communes d'Argelès-sur-Mer et Elne, dans le département français des Pyrénées-Orientales.

## Le site
La plaine du Roussillon est une plaine alluviale formée de sédiments charriés depuis les Pyrénées par plusieurs cours d'eau dont les principaux sont, du Nord au Sud les fleuves Agly, Têt et Tech. Ces fleuves, soumis au climat méditerranéen, ont un régime torrentiel marqué par de fortes crues pouvant déposer de grandes quantités de limon.

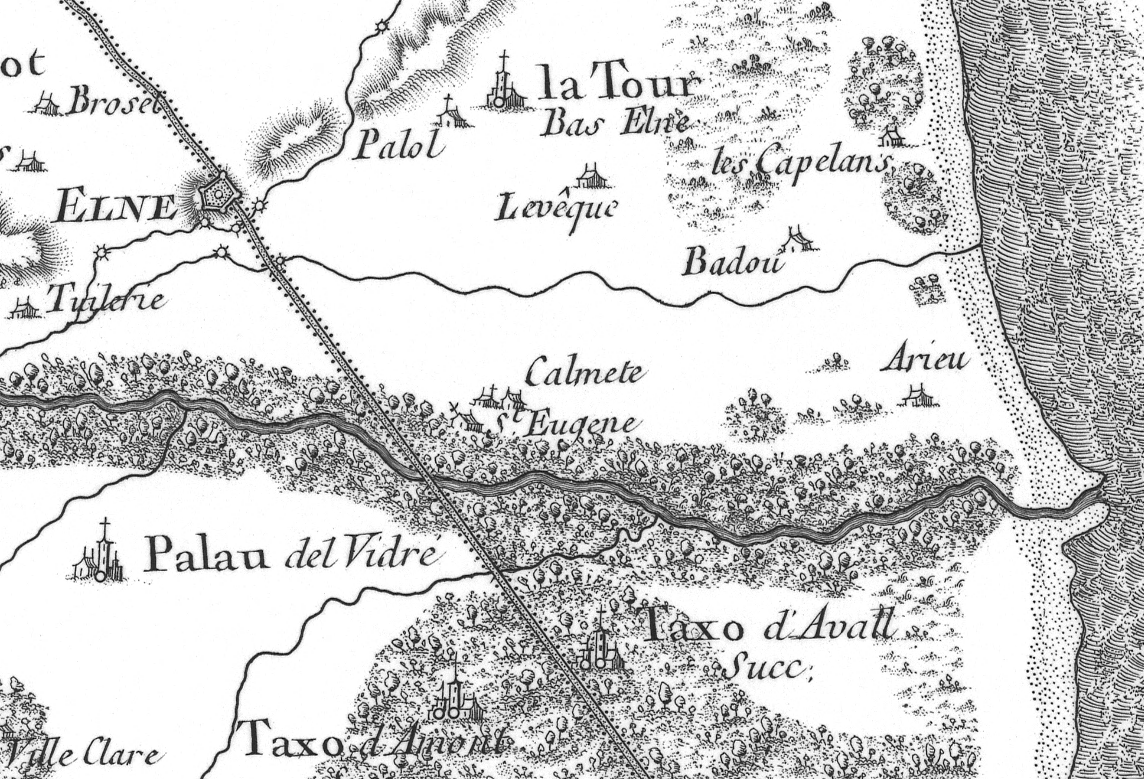
Situation de l'Église Sainte-Eugénie («. Eugene ») sur la carte de Cassini en 1779.

L'église Sainte-Eugénie de Tresmals se situe dans cette plaine, à une centaine de mètres au nord du Tech, en rive gauche, et à moins de 4 km de l'embouchure de ce fleuve dans la mer Méditerranée. D'un point de vue administratif, elle est tout à cheval sur la limite entre les communes d'Elne et Argelès-sur-Mer. Le site autour de l'église est formé de champs cultivés, d'habitat dispersé mais se trouve à environ 500 m seulement de la RN 114, une route importante dont le tracé est ancien,.

## Toponymie
Dans le Roussillon, toutes les églises dédiées à sainte Eugénie se trouvent à proximité d'un passage de cours d'eau. Le nom Tresmals provient du latin Tres signifiant « trois » et de la racine pré-latine Mal qui désigne un sommet montagneux ou un tas de pierres artificiel, ici sans doute une borne marquant la limite entre les trois villes d'Elne, Latour-Bas-Elne et Argelès-sur-Mer.
Le nom Tresmals est au IXe siècle celui d'une villa (villa Tresmalos).
Ce site pourrait être ad stabulum, lieu mentionné vers la fin du IIIe siècle, où l'antique voie Domitienne aurait franchi ce fleuve par un passage à gué. Le mot latin stabulum désigne un lieu de séjour, qui peut être une auberge, une étape, une écurie.

## Histoire
Des fouilles archéologiques ont révélé des restes d'occupation humaine du site autour de l'église datant des alentours de l'an 500 après Jésus-Christ.
Sainte-Eugénie de Tresmals faisait partie d'un domaine mentionné dans un texte dès le IXe siècle sous le nom Villa Tresmalos qui s'étendait de part et d'autre du Tech et dont la chapelle est le dernier vestige. On trouve une mention d'un domum sancta Eugenia in villa Tresmallos, qui désigne une église, dès le 951,. L'église est de nouveau mentionnée dans des textes en 1067 et 1145. Elle est alors paroissiale. Ce statut est perdu en 1347, lorsqu'un nouveau texte en fait mention. Cependant, elle reste un lieu de culte jusqu'à la Révolution française, puis elle est désaffectée et sert de bâtiment à usage agricole.
L'architecture de sa voûte date l'édifice actuel du XIIe siècle.
Abandonnée, la chapelle a été en partie remplie d'alluvions par des crues du Tech, son sol se trouve environ 1,70 m en dessous du niveau du sol actuel,.

## Description
Le bâtiment est constitué d'une nef unique munie d'une abside semi-circulaire et couverte d'un berceau brisé à doubleau. Désaffectée, les multiples crues du Tech l'ont emplie d'environ 1,50 m d'alluvions.